# Opilio reginae
Opilio reginae is een hooiwagen uit de familie echte hooiwagens (Phalangiidae).